# Otite média
Otite média é um grupo de doenças inflamatórias do ouvido médio. Os dois principais tipos são a otite média aguda (OMA) e otite média com efusão (OME). A OMA é uma infeção súbita que geralmente se apresenta com dor no ouvido. No caso de crianças pequenas, isto pode levar a que puxem a orelha, ao aumento do choro e a perturbações no sono, podendo também levar à diminuição do apetite e à presença de febre. A OME é geralmente assintomática e define-se pela presença de líquido não infecioso no ouvido médio por um período superior a três meses. A otite média crónica supurativa (OMCS) é a inflamação do ouvido médio por período superior a duas semanas, que provoca episódios de secreção pelo ouvido. Pode surgir como complicação da OMA e está raramente associada a dor. Todos os três tipos podem estar associados a perda de audição. A perda de audição na OME, devido à sua natureza crónica, pode afetar a capacidade de aprendizagem da criança.
A causa da OMA está relacionada com a anatomia e sistema imunitário durante a infância. Pode ser causada tanto por bactérias como vírus. Entre os fatores de risco estão a exposição ao fumo, uso de chupetas e a frequência de infantários. Ocorre com maior frequência em pessoas com síndrome de Down. A OME ocorre muitas vezes na sequência de uma OMA e pode estar relacionada com infeções do trato respiratório superior, irritantes como o fumo, ou alergias. O diagnóstico envolve a observação do tímpano. Um dos sinais da OMA é a ausência de movimento do tímpano quando é soprado ar.
Existem várias medidas que diminuem o risco de otites médias, entre as quais vacinação contra pneumococos e gripe, amamentação exclusiva durante os primeiros seis meses de vida e evitar o contacto com fumo de tabaco. Em pessoas com OME, os antibióticos geralmente não aceleram a recuperação. Na OMA é importante o uso de analgésicos, entre os quais paracetamol, ibuprofeno, gotas de benzocaína ou opiáceos. Na OMA, os antibióticos podem acelerar a recuperação, mas podem provocar efeitos adversos. Os antibióticos são geralmente recomendados para pessoas com casos graves ou com menos de dois anos de idade. Em pessoas com casos menos graves, os antibióticos podem ser recomendados apenas em pessoas cujos sintomas não melhorem em dois ou três dias. O antibiótico de escolha é geralmente amoxicilina e em pessoas com infeções frequentes, recomendm-se os tubos de timpanostomia podem diminuir a recorrência.
Em cada ano a OMA afeta cerca de 11% da população mundial, o que corresponde a entre 325 e 710 milhões de casos. Metade dos casos ocorre em crianças com menos de cinco anos de idade e é mais comum entre o sexo masculino. Entre as pessoas afetadas, cerca de 4,8%, ou 31 milhões, desenvolvem otite média crónica supurativa. A doença afeta cerca de 80% das crianças com menos de dez anos em determinado momento da vida. Em 2013, a otite média provocou a morte a 2400 pessoas, uma diminuição em relação às 4900 de 1990.

## Sinais e sintomas
Os principais sinais e sintomas são dor severa, diminuição da audição, febre, choro constante (nos bebês), irritabilidade, desconforto, perda de apetite e secreção no ouvido se houver ruptura timpânica (perfuração do ouvido). Vômitos e diarreia podem ocorrer nas crianças pequenas. Pode também ocorrer a presença de pus na região externa do ouvido. Alguns casos são relatados em jovens e adultos também, com as mesmas características.
Em crianças com otite média aguda os  sinais e sintomas podem não ser específicos, incluindo febre, irritabilidade, cefaleia, vômitos e diarreia. A otalgia é o sintoma mais comum observado. Em crianças pequenas pode-se observar também a irritabilidade ou o “puxar a orelha”, especialmente quando associados à febre, esses podem ser os únicos indicativos de dor.
Temos também a otite média secretora, essa é aparentemente assintomática, “silenciosa” e, na grande maioria das vezes, não reconhecida pelos pais. A queixa principal da criança maior é a diminuição da audição ou uma sensação de “ouvido tampado”, em casos raros também podendo ser acompanhada de tontura. Dependendo da idade em que ocorre, a otite média secretora pode provocar alterações no desenvolvimento cognitivo e da linguagem, já que, a presença de efusão na orelha média geralmente resulta em perda auditiva, temos como consequência a rigidez da membrana timpânica  pela diminuição de ar na cavidade da orelha externa, perdemos a capacidade de responder a sons de frequência baixa. A manutenção do quadro de alteração na ventilação da cavidade timpânica faz com que o fluido comece a ocupar espaço aéreo, e assim a audição se torna prejudicada em todas as frequências.
O grau da perda auditiva em indivíduos com otite media secretora varia muito, podendo ser encontrados "limiares normais", menor que 20 dB, até perdas significativas em torno de 50 a 65 dBNA (classificadas como "perdas auditivas de grau moderadamente severo").

## Causas
Com a otite média sendo uma das doenças infecciosas que mais acomete crianças, originada por inflamação na orelha média que pode ser causada por infecção (viral ou bacteriana), fatores anatômicos (disfunção da tuba auditiva, fenda palatina e fenda palatina submucosa), imaturidade e deficiência imunológica, quadros alérgicos, hipertrofia e infecções das adenoides, refluxo gastroesofágico, entre outros. É uma infecção que afeta principalmente lactentes e crianças pequenas, sendo menos frequente em crianças maiores e adolescentes e mais raro em adultos.
Estudos indicam que crianças ao redor de três anos de idade podem ser divididas em três grupos: aquelas livres de infecção; as que podem apresentar ocasionalmente episódios de otite media; e um grupo que pode ser denominado como "propensos a otite", esses estão sujeitos a repetidos episódios de otite média. A definição de "propensa a otite" varia de acordo com alguns autores, sendo necessário três a seis episódios por períodos variados para se encaixar nesse grupo. Existem também fatores de risco para crianças serem ou não consideradas no grupo "propensos a otite", como, por exemplo, sexo masculino, infecção precoce, recorrente história de otite em irmãos, estar na creche, exposição a fumaça de cigarro em casa e não ter recebido o aleitamento materno. O maior número de episódios de otite media ocorrem entre seis e 18 meses de idade e que, crianças até três anos apresentam pouca possibilidade de apresentar episódios severos e/ou recorrentes.

## Fisiopatologia
Tipicamente, a otite média aguda ocorre após uma gripe ou resfriado: depois de alguns dias de nariz obstruído o ouvido se envolve e isso pode causar uma dor severa. Em nível anatômico, a progressão típica da otite média aguda ocorre assim: as bactérias presentes na boca e garganta migram pela tuba auditiva até o ouvido médio, onde se multiplicam nas secreções acumuladas, causando uma inflamação ao nível auditivo na bigorna.

## Manifestações clínicas e diagnóstico
O diagnóstico da otite média na criança é determinado pela história e exame físico, incluindo a otoscopia pneumática. A partir da história clínica deve-se avaliar fatores do meio ambiente e outros dados como a data do início dos sintomas, tratamentos prévios e o grau de aderência.
Com a definição do diagnóstico sendo de competência médica, com destaque para a importância da visualização da cavidade timpânica com uso do otoscópio e pela evidência de vermelhidão ou abaulamento da membrana timpânica, característica típica de uma inflamação. O exame da cabeça e pescoço é também essencial para identificar condições associadas ou predisponente para otite média, como a obstrução nasal ou anomalias craniofaciais que afetam a orelha média.  Com exames audiométricos e imitanciometria são utilizados para avaliação auditiva na otite média secretora.
Na otite média aguda e secretora, ao realizar a audiometria tonal liminar encontram-se perdas auditivas condutivas que podem variar de acordo com a gravidade da otite média secretora. A imitanciometria avalia o grau de resistência da membrana timpânica, apoiando a confirmação da presença de secreção na orelha média ou a existência de pressão negativa na otite média secretora. Os métodos de avaliação utilizados para determinar acuidade auditiva variam dependendo da capacidade da criança em participar dos testes.

## Tratamento
O tratamento é realizado através da administração de medicamentos antibióticos e analgésicos. Com o término do tratamento, a audição volta ao normal e o líquido da infeção que se acumula atrás do tímpano é absorvido. A presença por mais de três meses do líquido no ouvido médio faz necessário um procedimento cirúrgico, no qual é feita uma pequena incisão (abertura) no tímpano, retirando o líquido acumulado, que caso não seja tratada pode acarretar à perfuração do tímpano e consequente surdez.

## Perda auditiva e otite média
As perdas auditivas de grau "leve", com limiar de 20 a menor que 35 dB, nem sempre são fáceis de detectar em crianças, principalmente as menores. Entretanto a perda auditiva condutiva, mesmo que leve, pode provocar abafamento do som, essa alteração pode provocar não só a dificuldade de ouvir em crianças, mas também a dificuldade de perceber os detalhes que uma informação sonora pode acarretar.

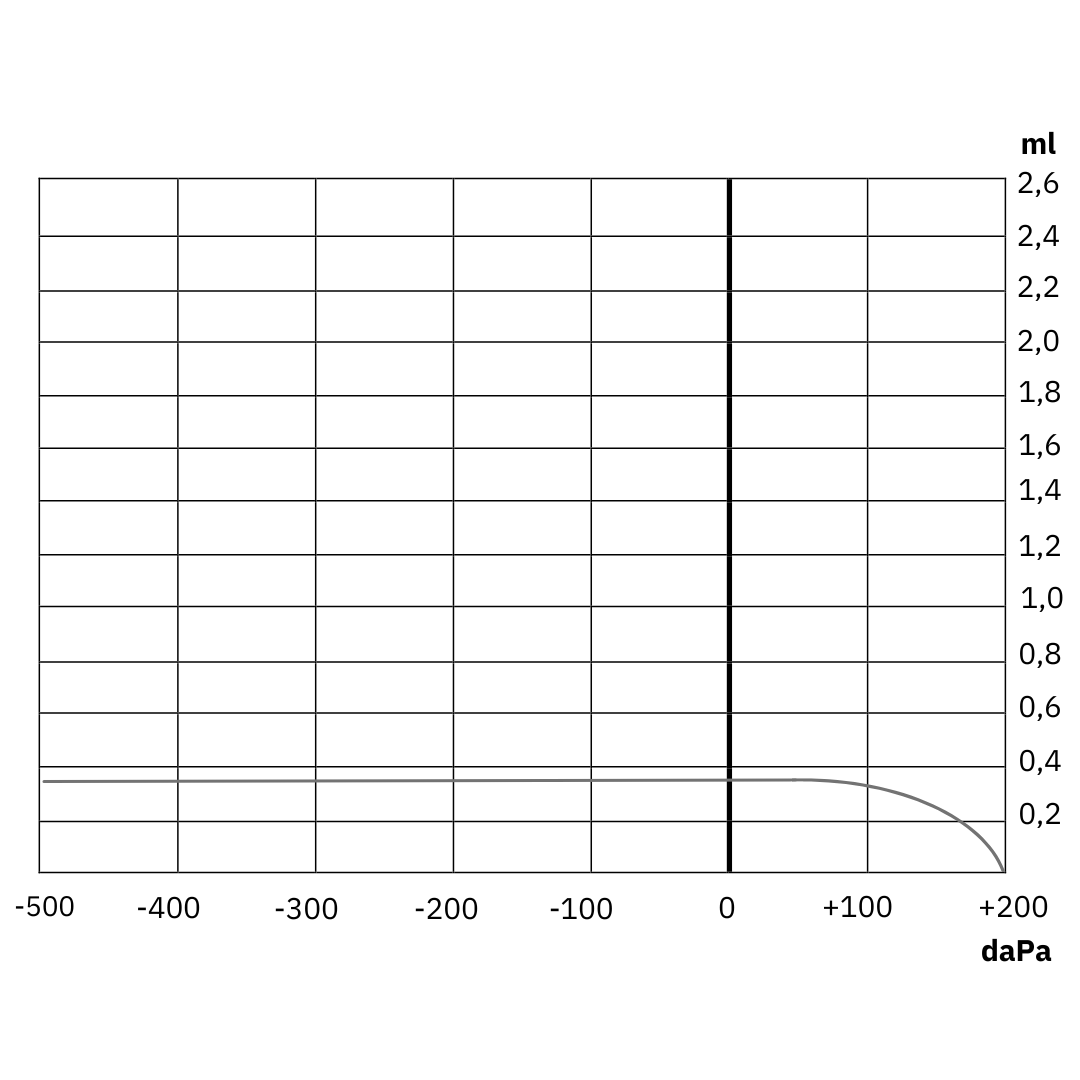
Curva timpanométrica do tipo B, comum em quadros de otite média

O meio mais eficiente para a identificação desse problema é o exame de timpanometria, ondem cerca de 50% das crianças sem sinais clínicos de otite média, apresentaram no exame curvas timpanométricas alteradas. Assim, o uso da imitanciometria em crianças deve ser confiável e valioso para o tratamento clínico e educacional. Já que os primeiros quatro anos de vidas são críticos para o desenvolvimento da fala e linguagem, portanto, a identificação de perdas auditivas é muito importante.

## Otite média e aquisição da linguagem
A OME é caracterizada pela presença crônica de secreção na cavidade da orelha média e sua perda auditiva relacionada têm sido associadas ao atraso no desenvolvimento da linguagem, principalmente se a doença for recorrente ou de longa duração. Por meio da literatura é possível evidenciar que os primeiros três anos de vida de uma criança são primordiais e críticos para a aquisição e desenvolvimento da linguagem. Vários fatores podem prejudicar esse desenvolvimento, como por exemplo, um período mais curto de aleitamento materno, o ingresso precoce em creches e a convivência com grande número de crianças na mesma creche/escola são alguns dos fatores que aumentaram a incidência de otites médias na infância.
O desenvolvimento da linguagem se inicia precocemente, mesmo no período pré-natal a criança já é capaz de reconhecer vozes e sons da fala. Sabe-se que existe um padrão universal para a aquisição da linguagem, ou seja, os fonemas, sílabas e a prosódia (pronúncia das palavras) parecem surgir na mesma sequência e na mesma idade em todas as línguas já estudadas. Porém esse desenvolvimento se torna mais específico para cada idioma.
O processo maturacional da função auditiva ocorre em conjunto com o processo maturacional do desenvolvimento da fala e das habilidades de linguagem (atenção, memória de trabalho, acesso ao léxico, dentre outras), as principais consequências das otites médias e da perda auditiva sobre a linguagem nessas crianças são erros fonéticos, articulação da fala e dificuldade para compreensão da leitura.
Crianças com perda auditiva na faixa etária de um a três anos têm maior dificuldade para aquisição da linguagem, apresentando menor percepção dos sons da fala que contenham consoantes mudas ou fricativas como por exemplo, /s/ e /z/, apresentando frequentemente erros fonéticos na pronúncia de /l/ e /r/, tendo como causa a hipoacusia (perda da audição) condutiva leve – ainda que unilateral – provocada pelas otites médias. Durante essas infecções, a criança recebe estímulos sonoros distorcidos, o que explica a ocorrência dos erros fonéticos. Cerca de 80% das crianças têm pelo menos um episódio de OMS até os oito anos de idade e quando afetadas aproximadamente 55% têm perda auditiva leve nas frequências da fala (médias e altas frequências).
O tratamento adequado das otites médias nos três primeiros anos de vida é fundamental, pois é a fase de maior desenvolvimento da linguagem. Por volta dos 18 meses, o vocabulário da criança apresenta em média, 50 palavras, atingindo 1.000 palavras até os três anos. Com essa expansão não dependendo somente da integridade do sistema auditivo, abrangendo também a estimulação e comunicação com as outras crianças e adultos que convivem.
A preocupação com as consequências das otites médias na infância principalmente em relação à aquisição da linguagem chegou a modificar o padrão de cirurgias otorrinolaringológicas utilizadas, tornando a timpanocentese, realização de uma pequena incisão no tímpano para aspirar a secreção da orelha média, com inserção de tubo de ventilação o procedimento mais comum nas crianças de diversos países.
Com a privação sensorial decorrente da otite média secretora podendo gerar impacto social evidente, além de se verificar uma habilidade reduzida de detectar sons objetivos em ambientes ruidosos nas crianças maiores que apresentaram OMS. Portanto, a prevenção, diagnóstico, acompanhamento e intervenção precoce das otites, principalmente as que acometem as crianças nos primeiros anos de vida é fundamental e todos os recursos devem ser utilizados com o objetivo de detectar possíveis perdas auditivas decorrentes das doenças otológicas.
Considerando esses dados, acredita-se que as otites médias e a consequente perda auditiva nos três primeiros anos de vida possam ter efeito duradouro, comprometendo não apenas a aquisição da linguagem nesse período crucial, mas também o futuro desenvolvimento e aprendizado escolar da criança.

## Otite média nas habilidades auditivas e linguagem
A integridade do sistema auditivo, desde a porção periférica até a central, é um fator fundamental e tido como pré-requisito, no que se refere a aquisição e desenvolvimento da linguagem. As experiências auditivas nas quais a criança vivencia nos primeiros anos de vida possuem uma correlação com o desenvolvimento das habilidades auditivas, para que a criança possa desenvolver a percepção da fala de maneira adequada. Isso acontece porque as experiências auditivas da criança podem ocasionar mudanças ao sistema nervoso central,  por conta da plasticidade neural, sendo assim, a exposição a estímulos auditivos poderão interferir na resposta do córtex auditivo diante dos sons.
As habilidades auditivas são responsáveis por preparar o sistema nervoso para o processamento de informações sonoras, elas possuem como base a atenção e memória, sendo destacadas as seguintes habilidades auditivas:
- Detecção: a primeira habilidade a ser desenvolvida. Corresponde a habilidade de detectar presença ou ausência do som;
- Discriminação: compreende a habilidade de diferenciar dois ou mais estímulos, se são iguais ou diferentes;
- Reconhecimento: configura a habilidade de fazer associações, identificar, classificar e nomear um som; e
- Compreensão: representa a habilidade de entender, compreender a fala.[31][32][33][34]

Os efeitos que a otite média pode trazer sobre as habilidades auditivas e por consequência sobre a linguagem estão relacionados com o caráter dessa condição, tendo em vista que ela pode provocar uma perda auditiva de grau leve flutuante, que caracteriza uma perda auditiva momentânea, oscilando com a audição normal, além do abafamento do som. Estes devem ser destacados como uns dos fatores prejudiciais ao sistema auditivo central, dado o processo de desenvolvimento e maturação que ele passa nos primeiros anos de vida, que depende também da estimulação auditiva e exposição a fontes sonoras. A inconsistência no recebimento das informações sonoras pode causar um impacto prejudicial na primeira habilidade auditiva adquirida: detecção dos sons.
Essa instabilidade no recebimento das informações e ainda a privação sensorial auditiva que pode ocorrer com as crianças que apresentam o quadro de otite média na infância poderão se refletir no desenvolvimento global da criança,  especialmente na  linguagem, pois, esta é dependente dos processos auditivos normais, visto que a fala é processada a partir da audição.  
Desse modo, a otite média poderá afetar não apenas a detecção, mas a localização sonora, discriminação, percepção, compreensão da fala na presença de ruído e memória dos sons, além do prejuízo na assimilação das experiências auditivas, o que  também poderá interferir na expressão da linguagem, pois a criança pode ter um acesso prejudicado ao padrão de fala, e por consequência, prejuízos na integração dessas habilidades que favorecem sua comunicação. Além disso, a riqueza dos detalhes que podem ser transmitidos por meio da informação sonora,  pode ser de maior dificuldade perceptiva para tais e a distorção dos sons recebidos pode ocasionar erros fonéticos. Com destaque para a necessidade de atenção e tratamento ao quadro de otite média na infância, principalmente nos três primeiros anos de vida, visto que estes são essenciais para a aquisição e desenvolvimento de linguagem das crianças.

## Galeria

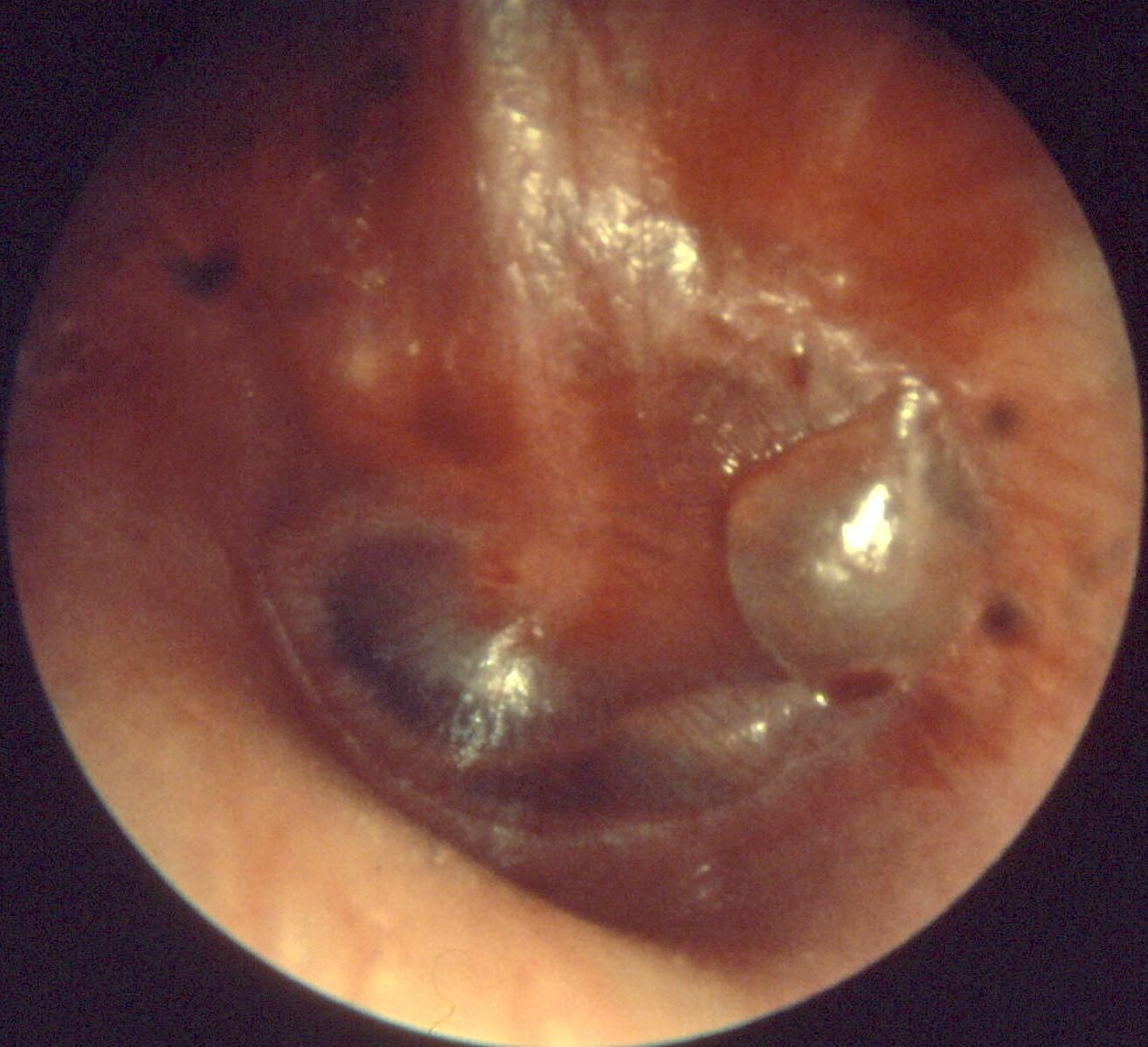
Otite média aguda - Myringitis bullosa
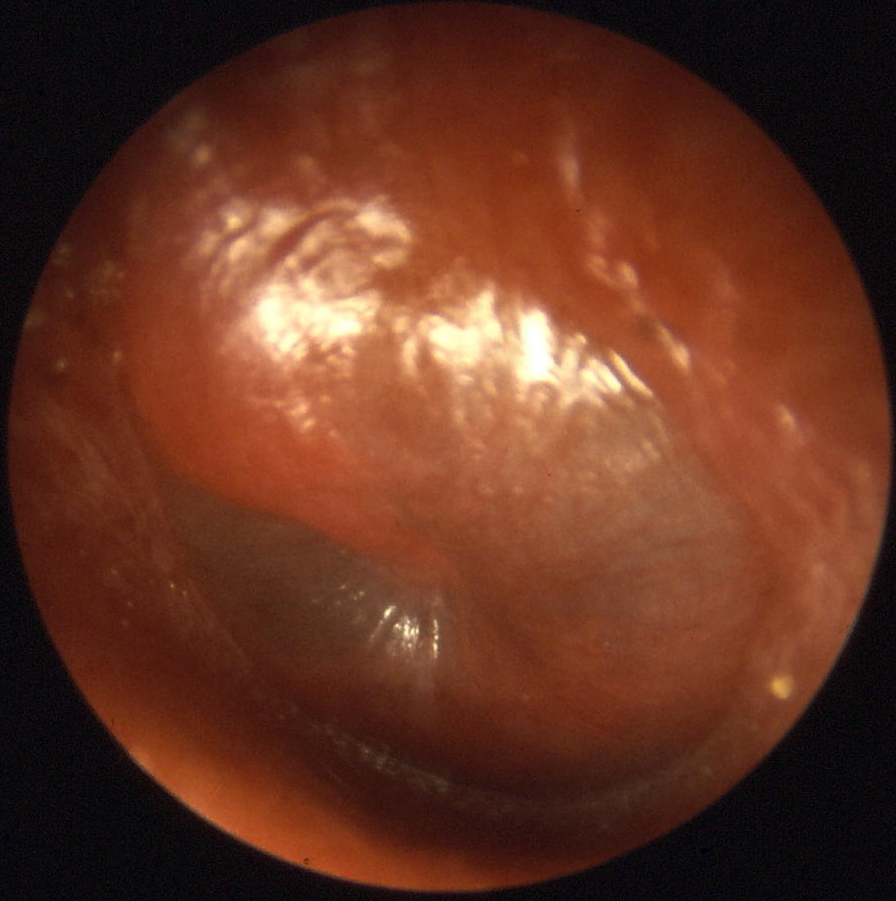
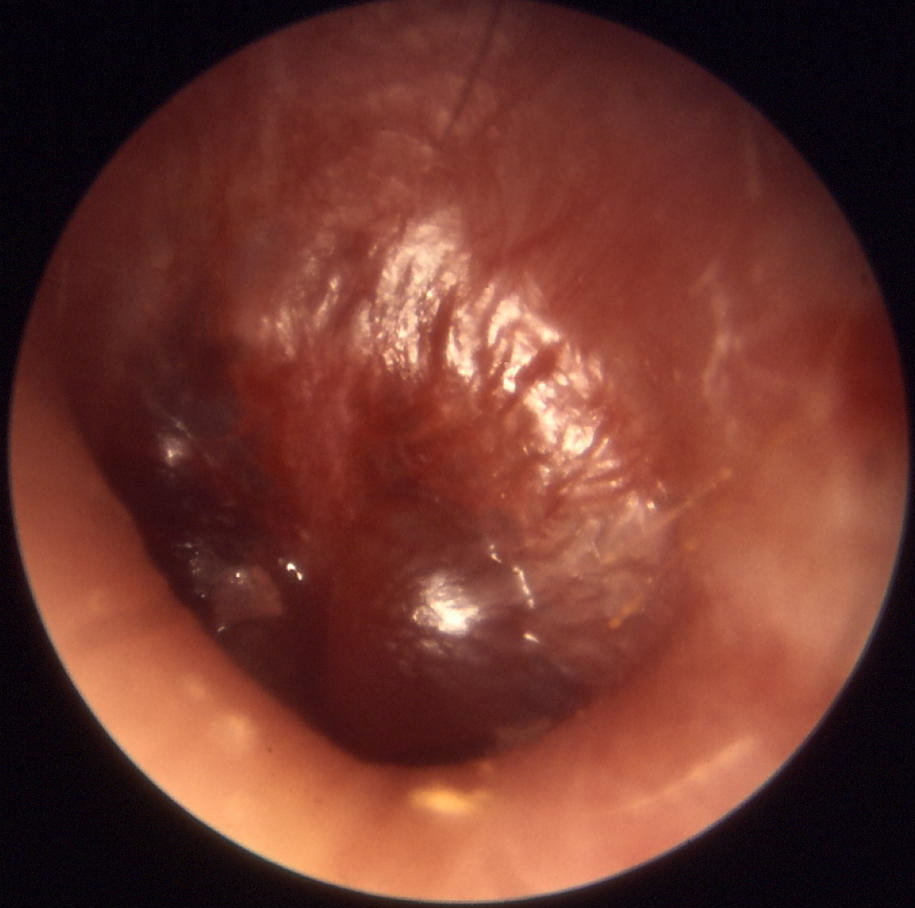
Influenza
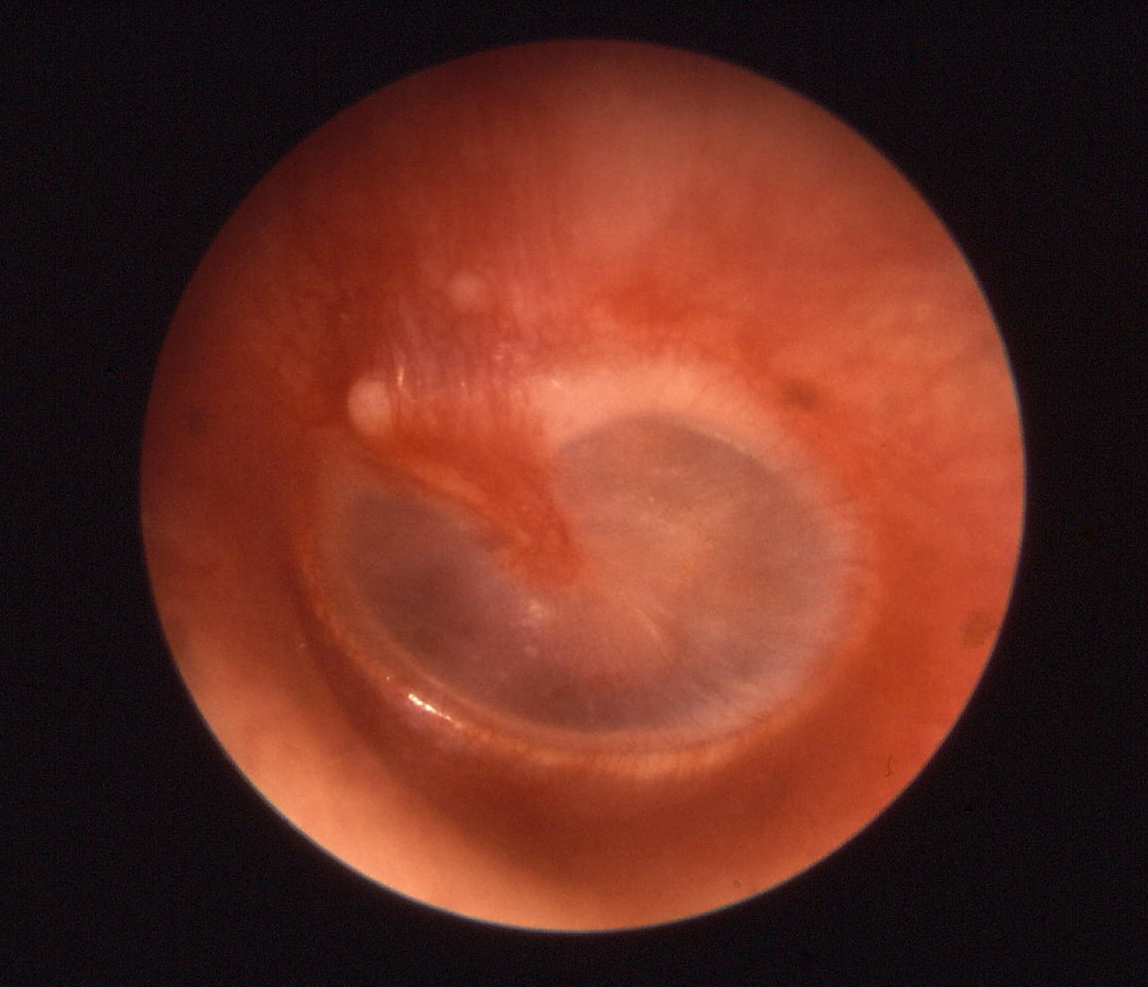
Otite média aguda
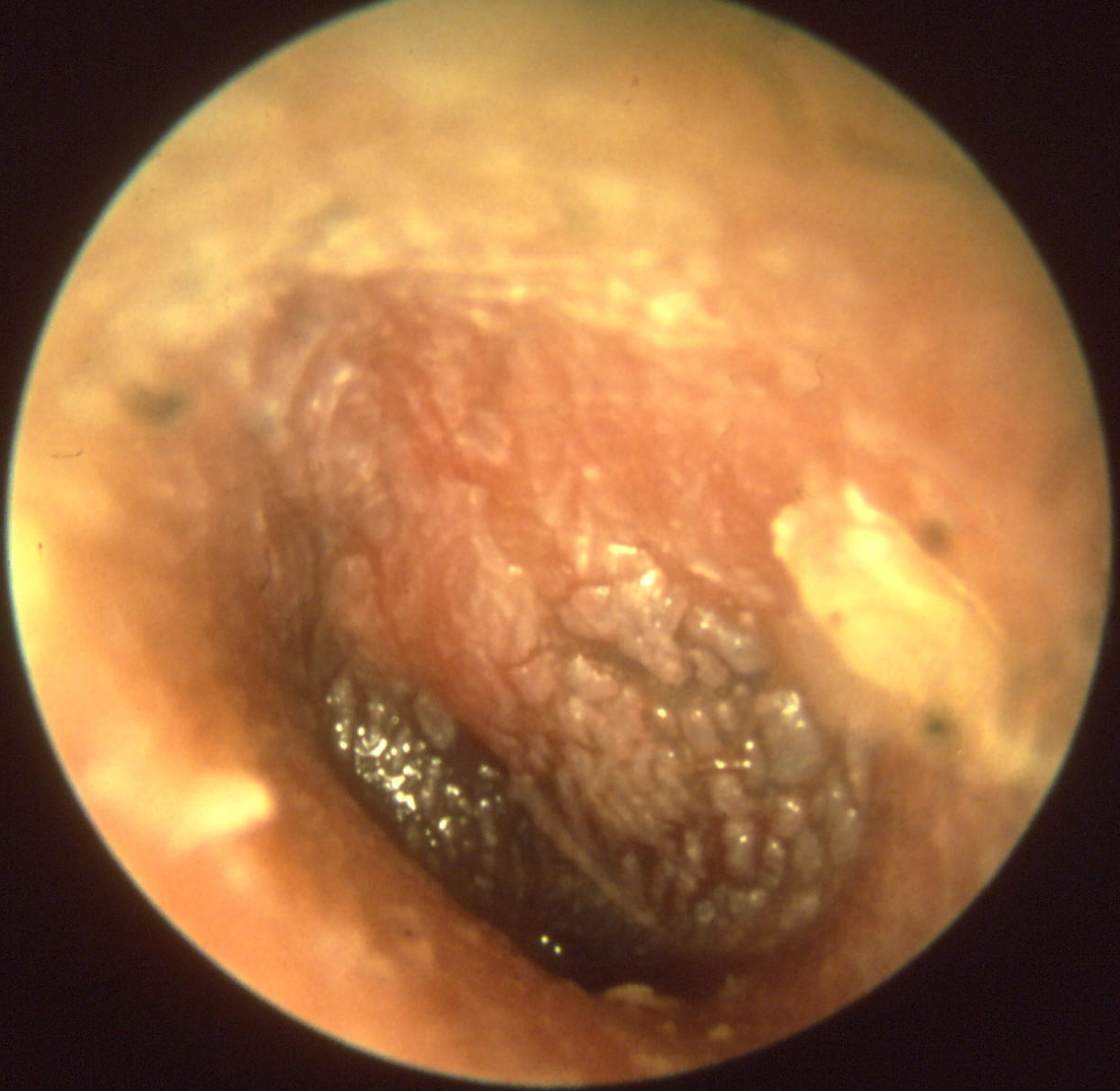
Otite média aguda
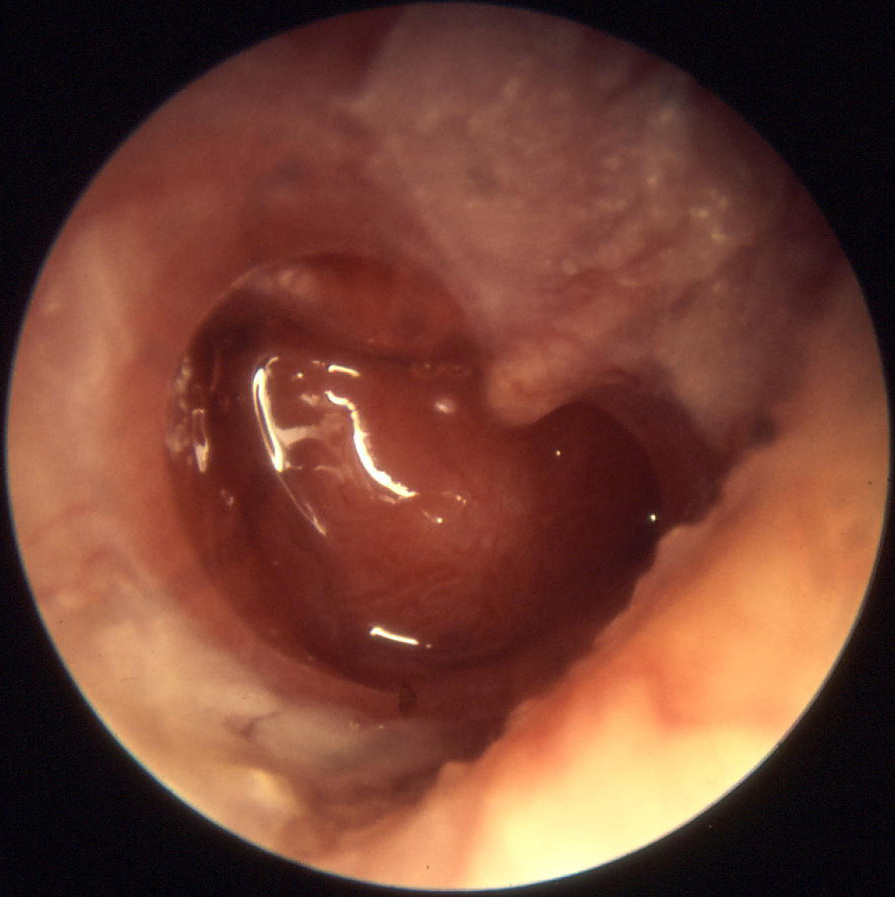
Otite média crônica mesotympanalis
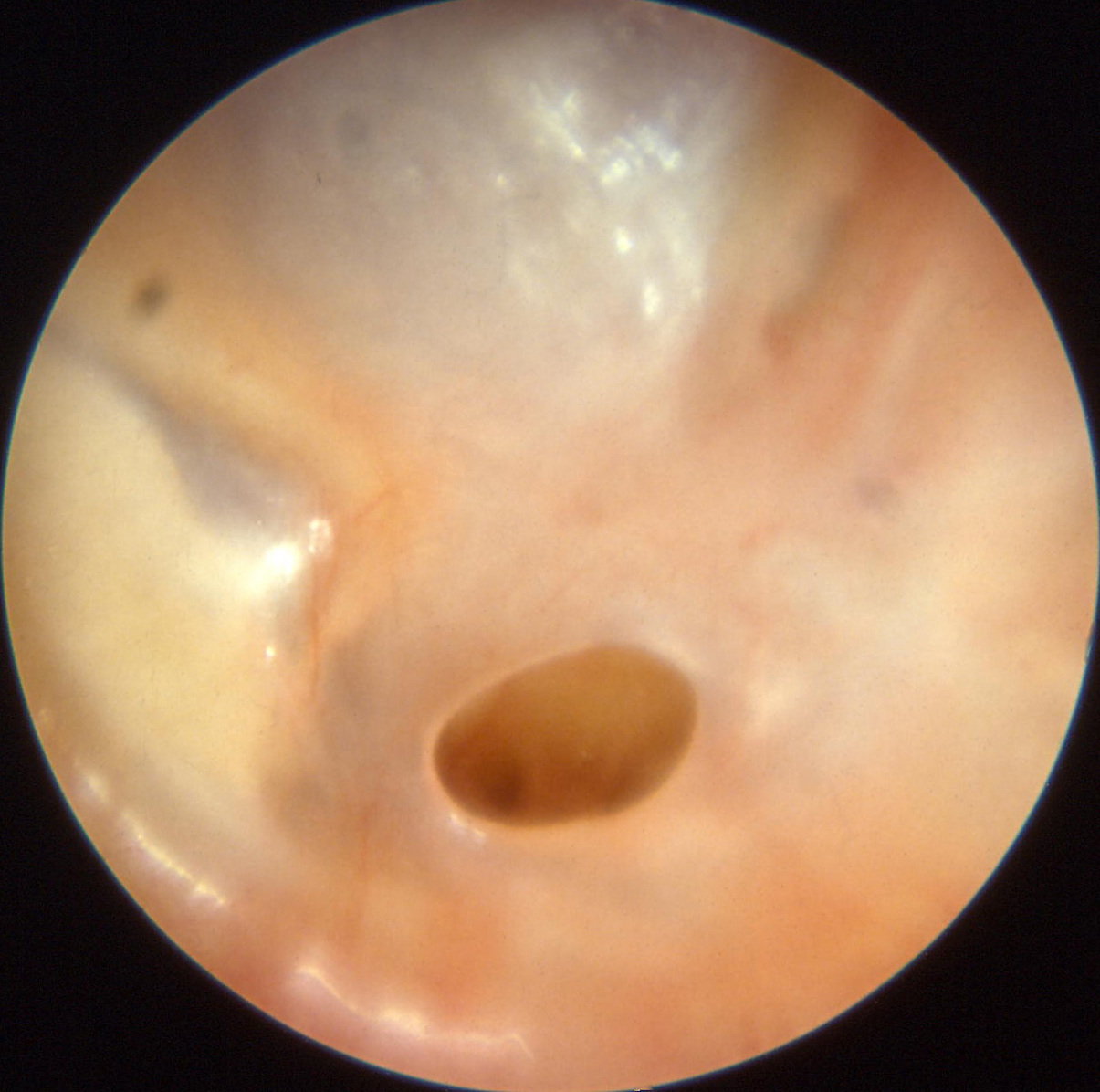
Otite média crônica mesotympanalis
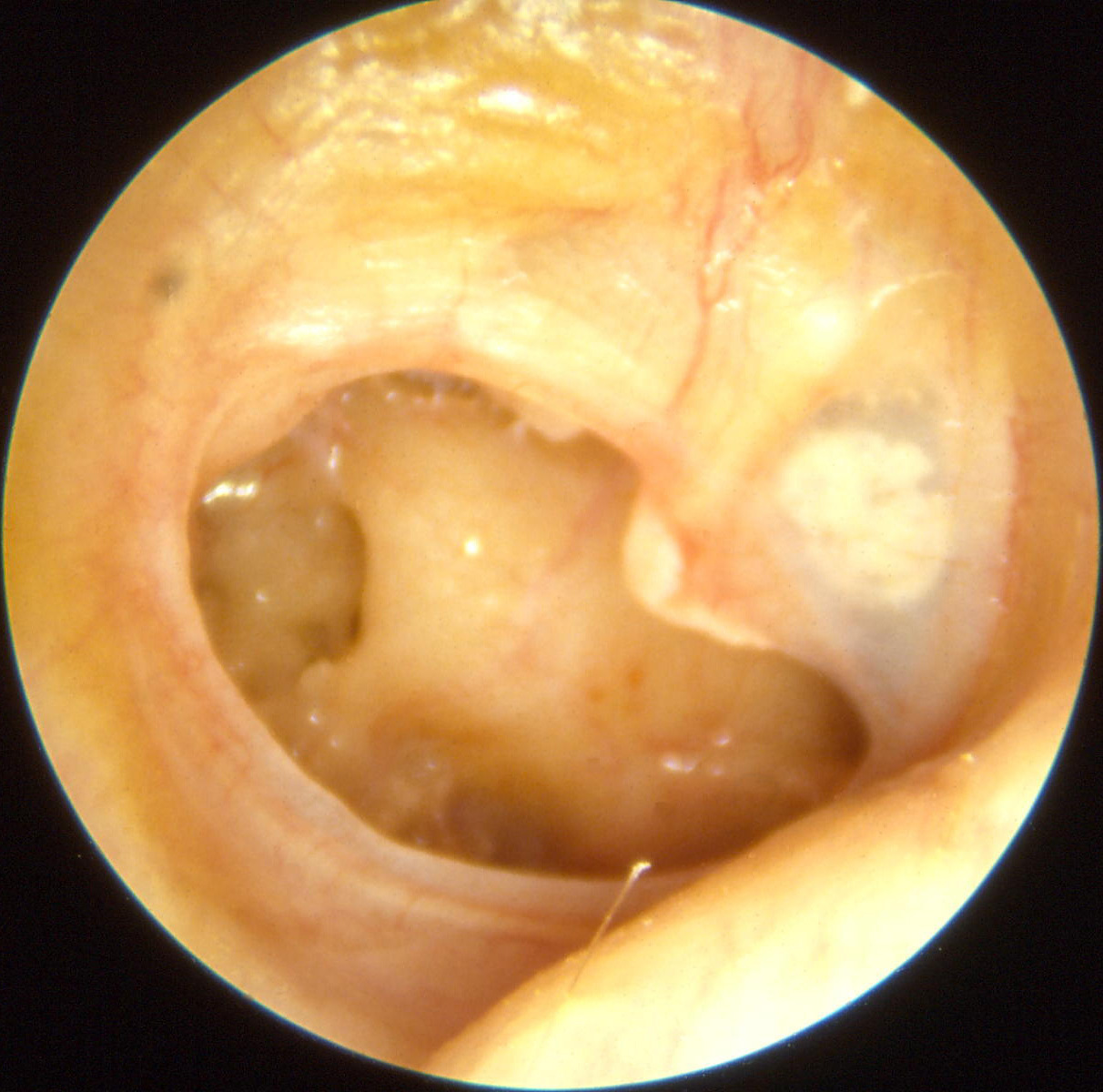
Otite média crônica mesotympanalis
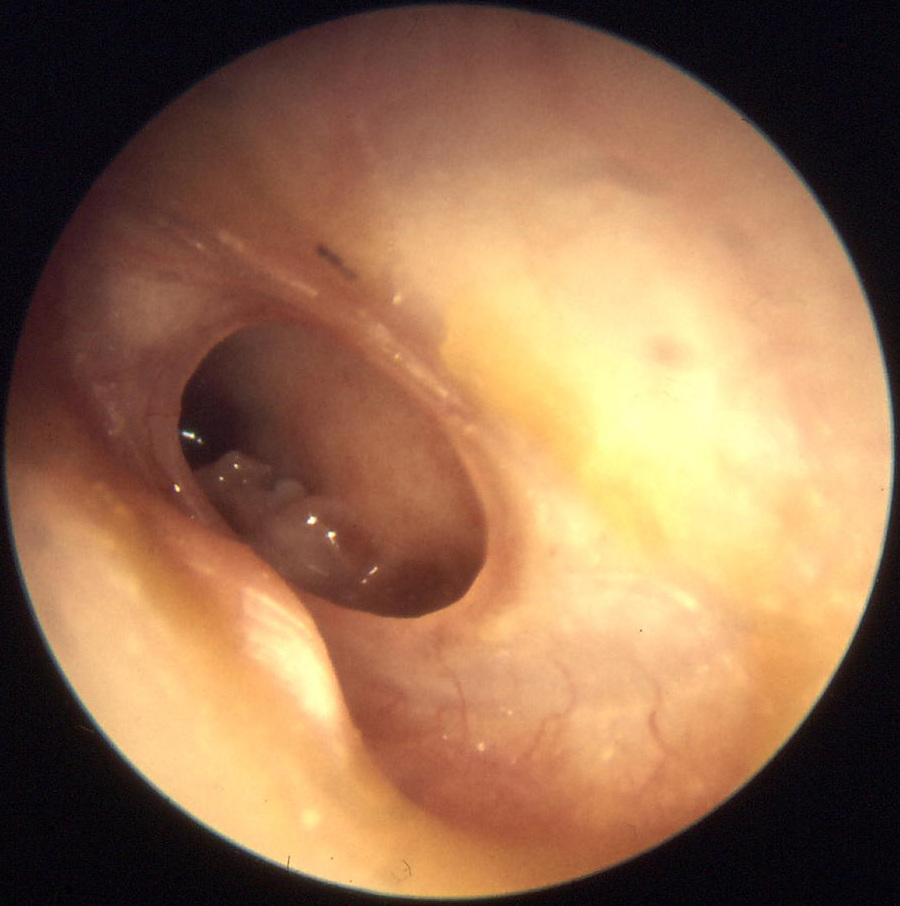
Otite média crônica mesotympanalis